# Final de la Copa del Rey de fútbol 2010-11
La Final de la Copa del Rey de fútbol 2010-11 fue la 107.ª del torneo desde su establecimiento. El partido lo disputaron el Fútbol Club Barcelona y el Real Madrid Club de Fútbol el 20 de abril de 2011 en el Estadio de Mestalla, estableciendo así otro clásico, de los cuatro que se jugaron en apenas 3 semanas: 1 de Liga BBVA, cuatro días antes de la final, y la ida y vuelta de semifinales de la Liga de Campeones.
El Real Madrid CF se alzó con el título por 18.ª vez en su historia al derrotar por 1-0 al FC Barcelona en el tiempo extra.

## Camino a la final
| Barcelona       | Barcelona         | Barcelona           | Round            | Real Madrid     | Real Madrid | Real Madrid         |
| --------------- | ----------------- | ------------------- | ---------------- | --------------- | ----------- | ------------------- |
| Oponente        | Resultado         | Global              |                  | Oponente        | Resultado   | Global              |
| Ceuta           | 7–1               | 2–0 fuera; 5–1 casa | Dieciseisavos    | Murcia          | 5–1         | 0–0 fuera; 5–1 casa |
| Athletic Bilbao | 1–1 (Goles fuera) | 0–0 casa; 1–1 fuera | Octavos de final | Levante         | 8–2         | 8–0 casa; 0–2 fuera |
| Real Betis      | 6–3               | 5–0 casa; 1–3 fuera | Cuartos de final | Atlético Madrid | 4–1         | 3–1 casa; 1–0 fuera |
| Almería         | 8–0               | 5–0 casa; 3–0 fuera | Semifinal        | Sevilla         | 3–0         | 1–0 fuera; 2–0 casa |

## Partido
Los 90 minutos acabaron con 0-0 en el marcador con ocasiones para ambos equipos. Cristiano Ronaldo dispuso de varias ocasiones en la primera mitad, la última de ellas obligó a una buena parada al portero del Barcelona Pinto. El Barcelona no tiró a puerta en la primera mitad. Sin embargo, en la segunda parte dominaron claramente el balón y las ocasiones. Iniesta y Pedro tuvieron buenas ocasiones que obligaron a lucirse al guardameta madridista Casillas. El resultado cambió en el primer tiempo de la prórroga cuando Cristiano Ronaldo cabeceó un buen centro de su compañero Di María en un contraataque.
Hubo muchas faltas en el partido por parte de los dos equipos. El colegiado mostró 8 tarjetas amarillas. Di María, fue expulsado segundos antes de la conclusión de los 120 minutos por doble amarilla.

### Detalles del partido
| 13         | POR        | José Manuel Pinto |      |
| 21         | DEF        | Adriano Correia   |      |
| 3          | DEF        | Gerard Piqué      |      |
| 14         | DEF        | Javier Mascherano |      |
| 2          | DEF        | Daniel Alves      | 115' |
| 6          | MED        | Xavi Hernández    |      |
| 16         | MED        | Sergio Busquets   | 108' |
| 8          | MED        | Andrés Iniesta    |      |
| 7          | DEL        | David Villa       | 106' |
| 10         | DEL        | Lionel Messi      |      |
| 17         | DEL        | Pedro Rodríguez   |      |
| Entrenador | Entrenador | Josep Guardiola   |      |

| 1          | POR        | Iker Casillas     |                     |
| 17         | DEF        | Álvaro Arbeloa    |                     |
| 4          | DEF        | Sergio Ramos      |                     |
| 2          | DEF        | Ricardo Carvalho  | 119'                |
| 12         | DEF        | Marcelo Vieira    |                     |
| 3          | MED        | Pepe              |                     |
| 14         | MED        | Xabi Alonso       |                     |
| 24         | MED        | Sami Khedira      | 104'                |
| 23         | DEL        | Mesut Özil        | 69'                 |
| 7          | DEL        | Cristiano Ronaldo | Jugador del partido |
| 22         | DEL        | Ángel Di María    |                     |
| Entrenador | Entrenador | José Mourinho     |                     |

| 20 | DEL | Ibrahim Afellay | 106' |
| 15 | MED | Seydou Keïta    | 108' |
| 19 | MED | Maxwell Andrade | 115' |

| 6  | DEL | Emmanuel Adebayor | 69'  |
| 11 | MED | Esteban Granero   | 104' |
| 19 | DEF | Ezequiel Garay    | 119' |

| Anotado | 102' | Cristiano Ronaldo | 0-1 |

| Amonestado | 34'  | Pedro Rodríguez |  |
| Amonestado | 63'  | Lionel Messi    |  |
| Amonestado | 117' | Adriano Correia |  |

| Amonestado | 26' | Pepe              |
| Amonestado | 60' | Xabi Alonso       |
| Amonestado | 73' | Emmanuel Adebayor |

| Otorgado · Otorgado otra vez · Expulsado | 85' 120' | Ángel Di María |

| Árbitro:             | Alberto Undiano Mallenco   |
| Árbitros asistentes: | Fermín Martínez Ibáñez     |
| Árbitros asistentes: | Jesús Calvo Guadamuro      |
| Cuarto árbitro:      | Fernando Teixeira Vitienes |
| Reporte              |                            |

| 13         | POR        | José Manuel Pinto |      |
| 21         | DEF        | Adriano Correia   |      |
| 3          | DEF        | Gerard Piqué      |      |
| 14         | DEF        | Javier Mascherano |      |
| 2          | DEF        | Daniel Alves      | 115' |
| 6          | MED        | Xavi Hernández    |      |
| 16         | MED        | Sergio Busquets   | 108' |
| 8          | MED        | Andrés Iniesta    |      |
| 7          | DEL        | David Villa       | 106' |
| 10         | DEL        | Lionel Messi      |      |
| 17         | DEL        | Pedro Rodríguez   |      |
| Entrenador | Entrenador | Josep Guardiola   |      |

| 1          | POR        | Iker Casillas     |                     |
| 17         | DEF        | Álvaro Arbeloa    |                     |
| 4          | DEF        | Sergio Ramos      |                     |
| 2          | DEF        | Ricardo Carvalho  | 119'                |
| 12         | DEF        | Marcelo Vieira    |                     |
| 3          | MED        | Pepe              |                     |
| 14         | MED        | Xabi Alonso       |                     |
| 24         | MED        | Sami Khedira      | 104'                |
| 23         | DEL        | Mesut Özil        | 69'                 |
| 7          | DEL        | Cristiano Ronaldo | Jugador del partido |
| 22         | DEL        | Ángel Di María    |                     |
| Entrenador | Entrenador | José Mourinho     |                     |

| 20 | DEL | Ibrahim Afellay | 106' |
| 15 | MED | Seydou Keïta    | 108' |
| 19 | MED | Maxwell Andrade | 115' |

| 6  | DEL | Emmanuel Adebayor | 69'  |
| 11 | MED | Esteban Granero   | 104' |
| 19 | DEF | Ezequiel Garay    | 119' |

| Anotado | 102' | Cristiano Ronaldo | 0-1 |

| Amonestado | 34'  | Pedro Rodríguez |  |
| Amonestado | 63'  | Lionel Messi    |  |
| Amonestado | 117' | Adriano Correia |  |

| Amonestado | 26' | Pepe              |
| Amonestado | 60' | Xabi Alonso       |
| Amonestado | 73' | Emmanuel Adebayor |

| Otorgado · Otorgado otra vez · Expulsado | 85' 120' | Ángel Di María |

| Árbitro:             | Alberto Undiano Mallenco   |
| Árbitros asistentes: | Fermín Martínez Ibáñez     |
| Árbitros asistentes: | Jesús Calvo Guadamuro      |
| Cuarto árbitro:      | Fernando Teixeira Vitienes |
| Reporte              |                            |

|                                   |
| Bandera de la Comunidad de Madrid |
| Campeón                           |
| REAL MADRID CF                    |
| 18º título                        |

## Celebración
Los jugadores del Real Madrid celebraron la victoria por las calles de Madrid en un autobús descapotable, desde el Santiago Bernabéu hasta Cibeles. Mientras sostenía el trofeo, al defensa Sergio Ramos se le cayó, siendo atropellado por el autobús y arrastrado durante varios metros.